# Pilosocereus arrabidae
Pilosocereus violaceus  es una especie de planta fanerógama de la familia Cactaceae.

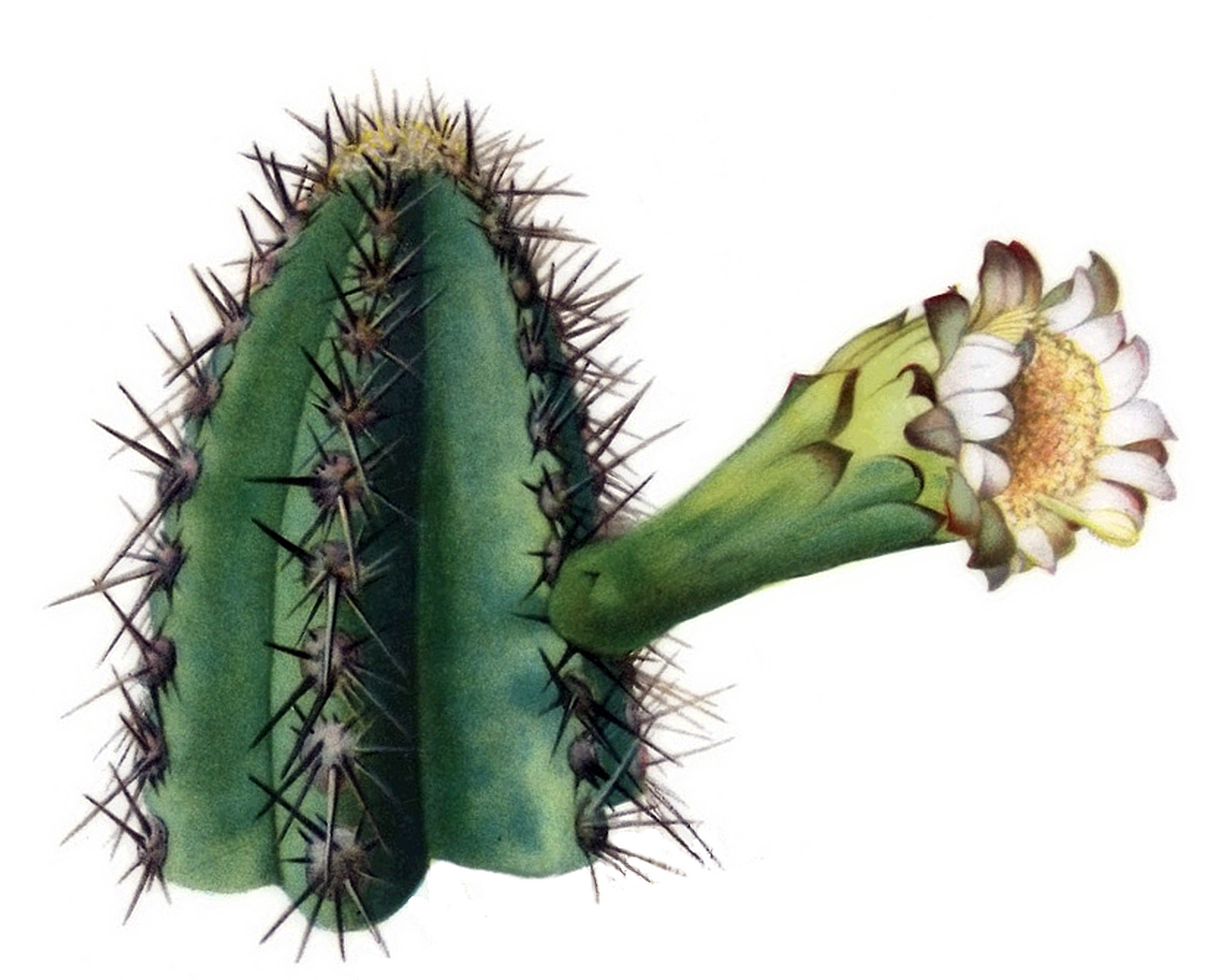
Vista de la planta

## Hábitat
Es endémica de Bahia en Brasil.  Es una especie rara en la vida silvestre. Se encuentra en la restinga y los acantilados rocosos, densos o dispersos por la costa. 	Esta especie se encuentra en varias áreas protegidas, principalmente en el Estado de Río de Janeiro (por ejemplo, en el parque nacional de Tijuca)

## Descripción
Pilosocereus arrabidae es crecientemente arbustiva, suele crecer sin tallo, ramificado desde cerca de la base y alcanza un tamaño de 1 y 4 metros de altiura. Tiene porte recto ligeramente curvado hacia arriba, de color verde amarillento a verde oscuro y un diámetro 4,5-9,5 cm y sólo ligeramente leñoso. Tiene 5 a 8 costillas con ranuras transversales oblicuas. Las areolas de las cuales pueden surgir el pelo, están claramente marcadas en jorobas. Las primeras translúcidos espinas tornan a color marrón grisáceo. De las mayoría de las 2 a 4 espinas centrales, una es ascendente, son de 1,5 a 4 centímetros de largo. Las espinas radiales en número de 7-10 están extendidas y son de 2 a 20 milímetros de largo.  Las flores en forma de embudo flores aparecen a lo largo de la longitud del tallo. Miden 6-7 cm de largo y tienen un diámetro de 4-5 centímetros. Los frutos son esféricos deprimidos que se desgarran en el lado, y  de 3 a 5 centímetros de largo y contienen una pulpa color magenta.

## Taxonomía
Pilosocereus arrabidae fue descrita por (Lem.) Byles & G.D.Rowley y publicado en Cactus and Succulent Journal of Great Britain 19(3): 66. 1957.
Etimología
Pilosocereus: nombre genérico que deriva de la  palabra  griega:
pilosus que significa "peludo" y Cereus un género de las cactáceas, en referencia a que es un Cereus peludo.
arrabidae: epíteto
Sinonimia
- Cactus heptagonus
- Cactus hexagonus`
- Pilocereus arrabidae
- Cephalocereus arrabidae
- Pseudopilocereus arrabidae
- Cereus exerens
- Cereus warmingii
- Pilocereus tilophorus
- Cereus hexagonus
- Cephalocereus exerens
- Cereus arrabidae
- Pilocereus exerens
- Cereus heptagonus[3]